# Григорьевская пристань
Григорьевская пристань (кирг. Григорьевская пристань) — село в Иссык-Кульском районе Иссык-Кульской области Кыргызстана. Входит в состав аильного округа Садыр Аке. Код СОАТЕ — 41702 215 810 02 0.

## Население
По данным переписи 2009 года, в селе проживал 191 человек.